# マテオ・ガラルダ
マテオ・ヘスース・ガラルダ・ラルンベ（Mateo Jesús Garralda Larumbe、1969年12月1日 - ）は、スペイン・ナバーラ県ブルラーダ出身のハンドボール選手・ハンドボール指導者。選手時代のポジションはライトバック。

## 経歴

### 選手として

#### クラブ
ナバーラ県ブルラーダ出身。地元のBMブルラーダからデビューし、BMグラノリェースでプレーした後、BMアトレティコ・マドリードでは初めてリーガASOBALで優勝した。その後にはCBカンタブリアでもFCバルセロナでもリーグ優勝を経験しており、自身のリーグ優勝回数は8回にのぼる。EHFチャンピオンズリーグではCBカンタブリア時代に初優勝し、FCバルセロナ時代には4連覇を達成した。SDCサン・アントニオでもEHFチャンピオンズリーグで優勝しており、同大会では異なる3クラブでの優勝経験を持つ。
2008年にはデンマークハンドボールリーグのKolding IFに移籍し、2009年にリーグ優勝を経験した。2011年には母国のBMグアダラハラに移籍し、2012年に現役引退した。

#### スペイン代表
スペイン代表としては233試合に出場して593得点を挙げた。バルセロナ（1988年）、アトランタ（1996年）、シドニー（2000年）、アテネと、夏季オリンピック4大会に出場し、2個の銅メダルを獲得した。
1993年にスウェーデンで開催された世界男子ハンドボール選手権ではチームトップの38得点を挙げ、チームは5位だったものの地震はベストセブンに選ばれた。2005年にチュニジアで開催された世界男子ハンドボール選手権で優勝し、自身も2度目のベストセブンに選ばれた。
スペイン代表としては歴代6位の233試合に出場して歴代7位の593得点を挙げた。これらの功績が称えられ、現役引退後の2013年にはスペイン教育・文化・スポーツ省によるスペイン王立スポーツ勲章を受賞している。

### 指導者として
2014年からルーマニア・リーガ・ナツィオナラのȘtiința  Dedeman Bacăuenの監督を、2016年からハンドボールチリ代表の監督を務めている（兼任）。

## 所属クラブ
- BMブルラーダ
- 1986-1991  BMグラノリェース
- 1991-1992  BMアトレティコ・マドリード
- 1992-1996  CBカンタブリア
- 1996-1999  FCバルセロナ
- 1999-2006  SDCサン・アントニオ
- 2006-2008  CBアデマル・レオン
- 2008-2011  Kolding IF
- 2011-2012  BMグアダラハラ

## 監督クラブ
- 2012-2014  BMグアダラハラ
- 2014-  Știința Dedeman Bacăuen
- 2015  プエルトリコ代表
- 2016-  ハンドボールチリ代表（英語版）

## タイトル

### クラブ
- リーガASOBAL (8) : 1993, 1994, 1996, 1997, 1998, 1999, 2002, 2005
- スーペルコパ・デ・エスパーニャ (3) : 1993, 1997, 1998
- コパ・デル・レイ (3) : 1997, 1998, 2001
- デンマークハンドボールリーグ（英語版） (1) : 2009
- コパASOBAL（英語版） (2) : 1995, 1996
- EHFチャンピオンズリーグ (6) 1994, 1996, 1997, 1998, 1999, 2001
- EHFチャンピオンズトロフィー（英語版） (4) : 1996, 1997, 1998, 2000
- EHFカップウィナーズカップ（英語版） (3) : 1995, 2000, 2004
- EHFカップ (1) : 1993

### スペイン代表
- 世界男子ハンドボール選手権
  - 金メダル (1) : 2005
- 欧州男子ハンドボール選手権
  - 銀メダル (3) : 1996, 1998, 2006
  - 銅メダル (1) : 2000
- 夏季オリンピック
  - 銅メダル (2) : 1996, 2000

### 個人
- 世界男子ハンドボール選手権ベストセブン (2) : 1993, 2005
- スペイン王立スポーツ勲章（英語版） : 2013